# Mashonaland West
Mashonaland West (västra Mashonaland) är en av tio provinser i Zimbabwe. Den täcker en yta på 57 677 km² och en folkmängd på ungefär 1,9 miljoner människor (2022). Provinshuvudstad är Chinboyi.
Provinsen är indelad i sex stycken distrikt, Chegutu, Hurungwe, Kadoma, Kariba, Makonde och Zvimba.